# 拉里坦湾
40°29′00″N 74°10′59″W / 40.48333°N 74.18306°W

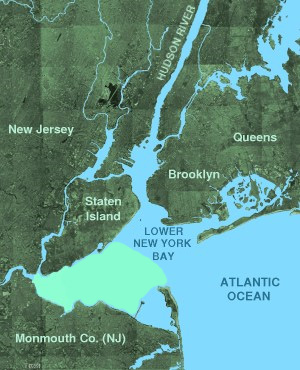
图中下纽约湾以南，蒙茅斯縣以北的亮蓝色部分为拉里坦湾

拉里坦湾（英語：Raritan Bay）是位于美国纽约州和新泽西州之间的海湾，位于下纽约湾以南。